# Utricularia dimorphantha
Utricularia dimorphantha — вид рослин із родини пухирникових (Lentibulariaceae).

## Біоморфологічна характеристика
Багаторічник. Стебла 30–80 см, листки лінійні, 2–6 см завдовжки, слаборозгалужені. Пасток мало. Віночок жовтий.

## Середовище проживання
Ендемік Японії.